# Bionic Six

Bionic Six (Brasil: Os 6 Biônicos  ) foi uma série de animação nipo-americana da década de 80 produzida pelo Tokyo Movie Shinsha Entertainment (atualmente conhecido como TMS Entertainment) e distribuída pela MCA TV. O renomado diretor de animação japonês Osamu Dezaki participou como chefe de supervisão de direção, cujo distintivo estilo (Golgo 13 e Cobra) é evidente.
O enredo era baseado nos seriados, O Homem de Seis Milhões de Dólares e A Mulher Biônica, embora a série não faça parte da franquia.

## O começo
A história parte de quando o piloto de testes Jack Bennett e sua família estavam em uma missão sigilosa nas geladas montanhas do Tibete. Jack já era o Biônico 1, trabalhava e treinava sob a tutela do Professor Amadeus Sharp, o cientista que lhe concedeu tais poderes biônicos. Porém durante a missão, uma imensa avalanche soterrou sua esposa Helen e seus quatro filhos (Eric, Maggie, J.D. e Bunji), deixando-os em estado de coma terminal. Jack, mesmo com seus miraculosos poderes, não conseguiu evitar a tragédia. Amadeus deduziu que só existia uma maneira de salvar suas vidas: colocando neles os mesmos implantes biônicos que Jack possuía. Jack concordou e assim nasceram os 6 Biônicos. Agora eles têm superpoderes extraordinários desenvolvidos pela ciência moderna e uma nova missão: lutar contra o perverso irmão mais velho de Amadeus, Wilmer Sharp, que agora sob a alcunha de Dr. Escaravêlho, aterroriza o mundo com seus planos diabólicos de dominação e seus cruéis comparsas.

## Personagens

### Heróis
Os 6 Biônicos (Bionic Six)
- Jack Bennett (Biônico 1 / Bionic-1) - ele é o pai e chefe da família. Casado com Helen Bennett, tem quatro filhos adolescentes, sendo dois biológicos e dois adotivos. Trabalha como piloto de testes e tem a culinária como passatempo, embora suas receitas um tanto "excêntricas" sempre acabam desagradando seus filhos. Seus poderes incluem multi-visão (raios laser, raio-X, visão telescópica) e audição super-aguçada.

- Helen Bennett (Mãe Biônica / Mother-1) - esposa de Jack Bennett, é mãe carinhosa, risonha e dedicada. Ela tem como poderes psíquicos e telecinesia, sendo bastante similar a Jean Grey dos X-Men).

- Margareth "Maggie" Bennett (Roqueira / Rock-1) - a filha mais nova dos dois biológicos do casal Bennett, possui personalidade vivaz e impulsiva. Como seu codinome implica, ela adora rock 'n roll e normalmente aparece com fones de ouvido escutando música. Utiliza prefixos como "Mega" e "Ultra" como forma de descrever certas coisas que gosta. Detesta fazer esforço (principalmente no tocante aos estudos) e procura sempre pelo jeito mais fácil e prático de fazer as coisas, o que geralmente causa-lhe um péssimo final. Cursa o décimo ano colégial do AEHS (Albert Einstein High School). Em sua forma biônica ela pode correr a grandes velocidades e dispara raios supersônicos pelos pequenos canhões nos ombros de sua roupa.

- Eric Bennett (Atleta / Sport-1) - o primogênito dos quatro filhos da família Bennett. Ele é esportivo e energético, tendo como paixão natural o beisebol - esporte com o qual é capitão de time e sonha tornar-se um campeão profissional - cujas expressões e termos ele usa em suas conversas diárias. Possui um certo narcisismo e adora flertar com suas colegas de colégio. Cursa o décimo-primeiro ano colegial do AEHS. Em combate veste um uniforme típico de jogador de beisebol, tendo poderes eletromagnéticos diversos e um taco feito do mesmo tipo de energia, que usa para rebater projéteis inimigos.

- J.D. (Q.I.) - o mais velho dos dois filhos adotivos, ele tem ascendência africana e é o cérebro da família. Além de estudar pratica pugilismo em suas horas vagas. É mais sério e compenetrado que seus irmãos, mas também sabe participar das brincadeiras e ser mais descontraído na vida quando lhe é conveniente. Ele possui força e inteligência sobrehumanos, além de incrível capacidade de raciocínio rápido e estratégico. Sonha em tornar-se um cientista renomado, assim como o Professor Sharp. Cursa o último ano colegial do AEHS.

- Bunji (Karate) - o caçula de toda a família. Ele foi adotado pelos Bennett em seu país natal, o Japão, após o desaparecimento (e possível morte) de seu pai biológico, um renomado mestre de artes marciais. Ele é normalmente visto treinando e meditando, para aperfeiçoar sempre suas técnicas marciais. Seu pai algumas vezes aparece-lhe via contato espiritual para auxiliá-lo em seus problemas. Seus poderes biônicos reforçam seus dons marciais (especialmente a força de seus braços e pernas), mas seu maior defeito é ser muito precipitado. Cursa o nono ano colegial do AEHS.

Aliados e amigos
- Professor Amadeus Sharp - cientista excepcional e amigo de longa data de Jack Bennett. Criou o Projeto Biônico em segredo, financiado pelo governo. Após tornar Jack Bennett o Biônico 1, teve de fazer o mesmo com sua família para salvá-los da morte certa. Mora sozinho em seu museu particular de robótica, no qual mantém seu laboratório e sua base secreta para os Seis Biônicos. É o irmão mais novo de Wilmer Sharp (Escaravêlho).

- F.L.U.F.F.I. - é o mascote da família Bennett, um gorila robô construído pelo Professor Sharp. Apesar de seu comportamento infantil e não muito inteligente possui um grande coração e uma sólida amizade para com sua família. É mais constantemente visto em companhia de Bunji e adora comer objetos de alumínio - principalmente as panelas e objetos de cozinha de Jack.

- Os Bandróides - popular banda de robôs desenvolvidos com tecnologia biônica com inúmeros fãs pelo mundo afora, especialmente Maggie. Seu criador e empresário é considerado um dos maiores cientistas do mundo.

- Kaleidoscópio - nome real Harlan Nails, não é exatamente um amigo dos Seis Biônicos, mas um ex-comparsa de Escaravêlho até ser traído pelo mesmo. É capaz de usar incríveis hologramas para entrar e sair de qualquer lugar. Se o caso for derrubar Escaravêlho, ele se oferece na hora somente para fugir de fininho depois.

- Perceptor - nome verdadeiro Peter Wilcox, é um ex-assistente do Prof. Sharp no desenvolvimento da tecnologia biônica. Muito impaciente, testou o processo em si mesmo, tendo como resultado a perda da visão, mas que amplificou notavelmente seus outros sentidos. Isso o fez refletir sobre suas atitudes e agora usa seus novos poderes contra o mal usando o nome de Perceptor.

- Beta-Cyphrons - são dois Cyphrons especiais desenvolvidos com inteligência artificial por Escaravêlho para melhor enfrentar os Seis Biônicos, mas por se recusarem a usar violência foram considerados fracassos e jogados no lixo. Ao se reativarem, resolvem disfarçar-se de humanos para melhor compreender o mundo. Assumindo os pseudônimos de "Rocky Road" e "Tutty Fruity", eles se tornaram amigos dos Bennett, mais tarde descobrindo que eram eles os Seis Biônicos. Depois disto, eles partem então para vivenciar novas experiências.

### Vilões
- Dr. Wilmer Sharp (Dr. Escaravêlho / Dr. Scarab) - irmão mais velho de Amadeus Sharp, é um homem gordo, cruel e insidioso, algumas vezes até com certo grau cômico, diferentemente de seu irmão. Deseja possessivamente a vida eterna e não medirá esforços, mesmo para com Amadeus, em atingir seus pérfidos objetivos. Ele criou seus cinco subordinados (Glove, Chopper, Klunk, Mecânico e Madame-O) a partir de ex-condenados e ex-pacientes psiquiátricos terminais, aos quais concedeu manipulações genéticas e poderes biomecânicos. Nota: na dublagem brasileira, o nome Escaravelho tem sua segunda letra "e" pronunciada com som fechado, ficando "Escaravêlho", daí o acento circunflexo.

- Glove - homem de pele roxa e trajes militares básicos, cujo nome vem da luva-canhão em sua mão direita, a qual dispara tanto raios laser e de energia concussiva quanto projéteis físicos. Muito inteligente e articulador, ele é também muito traiçoeiro e por muitas vezes conspirou para derrubar Escaravêlho e tomar seu posto de líder, mas sempre falhava e acabava severamente punido por sua traição. Usualmente serve a Escaravêlho como líder de campo em operações e batalhas, mas é suficientemente covarde a ponto de fugir em pânico ao menor sinal de derrota.

- Madame-O - a única mulher do sexteto maligno, ela é sarcástica e também muito traiçoeira, tal como Glove.  Tem cabelos negros eriçados, veste um tipo de traje justo cor-de-rosa com uma máscara de respiração. Possui pele azulada quase branca, personalidade sedutora ao estilo femme fatale, costuma terminar suas frases empregando a palavra "querido(a)" num tom bastante sarcástico e usa uma harpa que dispara raios sônicos.

- Mecânico - vilão de aspecto brutamontes mas mentalidade infantil e baixa inteligência. Usa ferramentas mecânicas como armas, daí vindo seu nome. Apesar de seu temperamento explosivo, ele adora animais e programas televisivos infantis, tanto que inimigos e até aliados freqüentemente tiram-lhe vantagem por causa disto.

- Chopper - um guerreiro de pele desbotada que veste roupas de motociclista, manuseia correntes enormes e solta gritos vocais que imitam a aceleração do motor de uma motocicleta.

- Klunk - parece uma enorme e inarticulada criatura humanóide feita de cola cinzenta. Possui ainda menos inteligência que Mecânico, tanto que seu vocabulário se resume a grunhidos, frases incompletas e palavras desconexas. Apesar de sua limitada capacidade cerebral, ele é muito perigoso em decorrência de sua imensa força e resistência física e habilidade de engolir e destruir rapidamente adversários com seu corpo gosmento - até mesmo o próprio Escaravêlho o teme a certo nível por conta disso. Apesar destes benefícios de batalha, Klunk detesta sua forma atual e serve a Escaravêlho na esperança de tornar-se humano novamente.

- Cyphrons - robôs de guerra projetados e construídos por Escaravêlho e seus comparsas como capangas básicos. Os 6 Biônicos sempre acabam com eles sem maiores dificuldades.

Sempre que Escaravêlho e seu grupo estão disfarçados e decidem revelar-se, eles esmurram seus punhos contra suas insígnias peitorais e exclamam "Hail Escaravêlho!", similarmente à saudação nazista "Hail Hitler!" (o líder, por sua vez, grita "Hail a mim mesmo!"). Este gesto também tem outra finalidade — ativação de um ampliador temporário de força e velocidade.

## Dublagem
A dublagem foi realizada pelo estúdio paulista BKS.
| Personagem                         | Voz                      |
| ---------------------------------- | ------------------------ |
| Jeff Bennett (Biônico 1)           | Dráuzio de Oliveira      |
| Jane Bennett (Mãe Biônica)         | Isaura Gomes             |
| Eric Bennett (Atleta)              | Wendell Bezerra          |
| Maggie Bennett (Roqueira)          | Cecília Lemes            |
| J. D. Bennett (Q.I.)               | Aníbal Munhoz            |
| Bunji Bennett (Karatê)             | Orlando Viggiani         |
| Professor Amadeus Sharp            | Waldyr de Oliveira       |
| F.L.U.F.F.I.                       | Mário Jorge Montini      |
| Dr. Wilmer Sharp (Dr. Escaravêlho) | Borges de Barros (2ºVoz) |
| Glove                              | Eleu Salvador            |
| Madame-O                           | Neide Pavani             |
| Mecânico                           | não divulgada            |
| Chopper                            | Flávio Dias              |
| Klunk                              | Mário Jorge Montini      |

## Merchandising
Action figure
Produzida por LJN em 1986, a linha composta de 13 bonecos (Jack, Helen, J.D., Eric, Meg, Bunji, F.L.U.F.F.I., Doctor Scarab, Glove, Mechanic, Madame-O, Chopper, e Klunk), cinco veículos e um playset. Estes bonecos e veículos foram compostos de plástico e metal fundido com algumas das figuras que têm membros transparentes. Os bonecos foram projetados e com copyright por Paul Samulski em nome da LJN.
Livros
Grosset & Dunlap Publishing produziu o Bionic Six Super Picture Book, uma coleção livros coloridos e em preto e branco de pin-ups do Bionic Six, Dr. Sharp, F.L.U.F.F.I., , e a equipe de Scarab. A arte dos livros foi fornecido por Vince Perez e Lisa Santangelo.
Uma revista em quadrinhos de Bionic Six (com arte creditada a "Espinoza & Hooper" [sic]) anunciada em meados de 1988 como lançamento pela editora independente New Comics Group nunca se materializou.